# Coleophora eudoriella
Coleophora eudoriella é uma espécie de mariposa do gênero Coleophora pertencente à família Coleophoridae.